# قرمزین (ساوه)
قرمزین، روستایی از توابع بخش نوبران شهرستان ساوه در استان مرکزی ایران است. این نامگذاری به علت خاک قرمز رنگ این روستا بوده است. این روستا دارای باغات و چشمه‌های زیادی است و در نزدیکی آن روی یک کوه، یک امامزاده به اسم شاهزاده مسلم نیز مدفون است.

## جمعیت
این روستا در دهستان کوهپایه قرار دارد و براساس سرشماری مرکز آمار ایران در سال ۱۳۸۵، جمعیت آن ۱۸۴ نفر (۸۲خانوار) بوده‌است.